# Lac-Brome
Lac-Brome es una ciudad de la provincia de Quebec, Canadá. Está ubicada en el municipio regional de condado de Brome-Missisquoi y a su vez, en la región de Montérégie-Est en Montérégie. Hace parte de las circunscripciones electorales de Brome-Missisquoi a nivel provincial y de Brome−Missisquoi a nivel federal.

## Geografía
Lac-Brome se encuentra ubicada en las coordenadas 45°13′00″N 72°31′00″O / 45.21667, -72.51667. Según Satistique Canada, tiene una superficie total de 205,27 km² y es una de las 1135 municipalidades en las que está dividido administrativamente el territorio de la provincia de Quebec.

## Demografía
Según el censo de 2011, había 5609 personas residiendo en esta ciudad con una densidad poblacional de 27,3 hab./km². Los datos del censo mostraron que de las 5629 personas censadas en 2006, en 2011 hubo una disminución poblacional de 20 habitantes (-0,4%). El número total de inmuebles particulares resultó de 3473 con una densidad de 16,92 inmuebles por km². El número total de viviendas particulares que se encontraban ocupadas por residentes habituales fue de 2527.